# El familiar
El familiar es una película de Argentina filmada en Eastmancolor dirigida por Octavio Getino según su propio guion escrito en colaboración con Jorge Honig que se estrenó el 9 de octubre de 1975 y que tuvo como actores principales a Emilio Alfaro, Noemí Manzano, Carlos Muñoz y Martín Adjemián.
La película fue rodada en 1972 en las provincias de Salta, Tucumán y Buenos Aires y exhibida públicamente por primera vez en la televisión de Italia en un ciclo especial denominado “América Latina vista por sus realizadores”.

## Sinopsis
Se basa en la leyenda sobre el pacto que hizo Zupay (el Diablo) con un terrateniente para enriquecer a éste a cambio de venderle las almas de los peones a un personaje que adopta diversas formas, llamado “El familiar”.

## Reparto
- Emilio Alfaro
- Carlos Lagos
- Noemí Manzano
- Hugo Álvarez
- Carlos Muñoz
- Martín Adjemián
- Miguel Bruse
- Morena Lynch
- Oscar Vega
- Víctor Proncet
- Ricardo Gil Soria
- Octavio Getino …Voz en off

## Comentarios
Agustín Mahieu en La Opinión escribió:

”Desarrollo fílmico muy ambicioso y espectacular…Uno de los films más extraños, fascinantes y críticos sobre las culturas populares.”

La Nación opinó:

”Hay que ponderar…el manejo de los actores y el cuidado casi maníaco de los encuadres…película de muchos méritos.”

La Razón dijo:

”Alegoría política de tono alucinante.”